# Sisyrinchium coulterianum
Sisyrinchium coulterianum är en irisväxtart som beskrevs av Friedrich Wilhelm Klatt och John Gilbert Baker. Sisyrinchium coulterianum ingår i släktet gräsliljor, och familjen irisväxter. Inga underarter finns listade i Catalogue of Life.